# Урдомка
У́рдомка — река в России, протекает по территории Ленского района Архангельской области. Устье реки находится в 129 км по правому берегу реки Вычегды. Длина реки составляет 14 км. Река впадает в Вычегду на территории бывшего населённого пункта Урдома́, села (погоста) и административного центра Урдомской волости, известного с начала XVII века (на другом берегу Вычегды существует крупный рабочий посёлок с тем же названием, основанный в 1941 году).

## Данные водного реестра
По данным государственного водного реестра России относится к Двинско-Печорскому бассейновому округу, водохозяйственный участок реки — Вычегда от города Сыктывкар и до устья, речной подбассейн реки — Вычегда. Речной бассейн реки — Северная Двина.
Код объекта в государственном водном реестре — 03020200212103000023917.

## Топонимика
Считается, что река до начала XX века называлась Урдома. Остальные топонимы (бывшее село, существующие рабочий посёлок и железнодорожная станция в нём, бывшие и существующие административно-территориальные и муниципальные единицы — Урдомская волость, Урдомской сельсовет, Урдомское городское поселение) получили название от реки. Относительно происхождения её названия существует народно-этимологическая версия (от коми-зыр. ур ‘белка’ + рус. дома́) и как минимум пять научно обоснованных версий:
- от приб.-фин. *Urto/maa «Земля лесной охоты»;
- от коми *(В)урд/вом < ‘бурундук’ + ‘устье’;
- от перм. *Ur/ton «Безбеличье» («Место, где не водятся белки»).
- от общепермской основы *o ̯rd- с базовым значением ‘поставить стоймя’ (> ‘перегораживать’);
- от саам. urd ‘большое плоское плато или возвышенность’ и детерминанта -дом, распространённого на исторических мерянских землях и севернофинских территориях и трактуемого как ‘гора; возвышенный берег’.